# Christuskirche (Hiltrup)

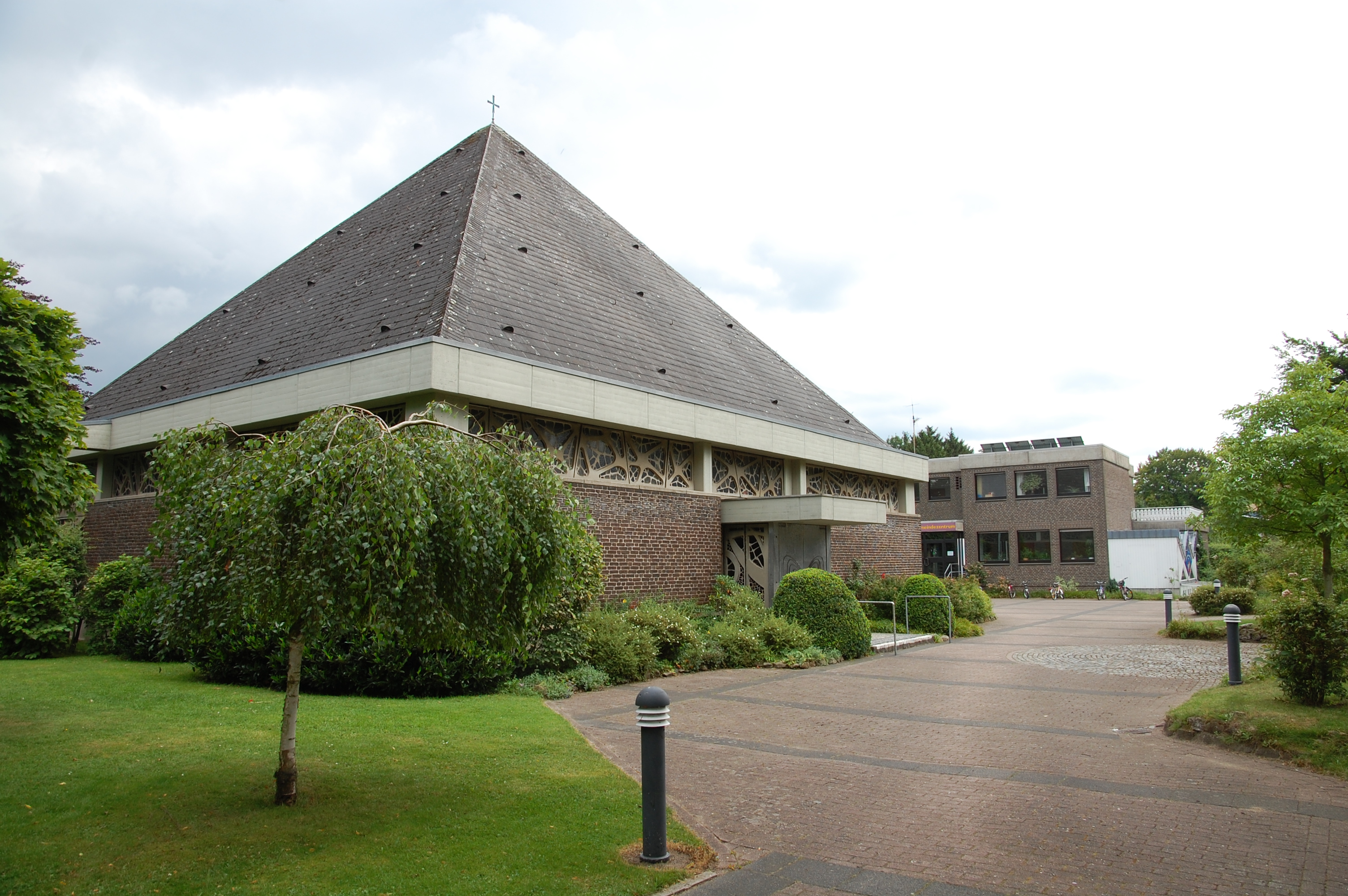
Christuskirche in Münster-Hiltrup

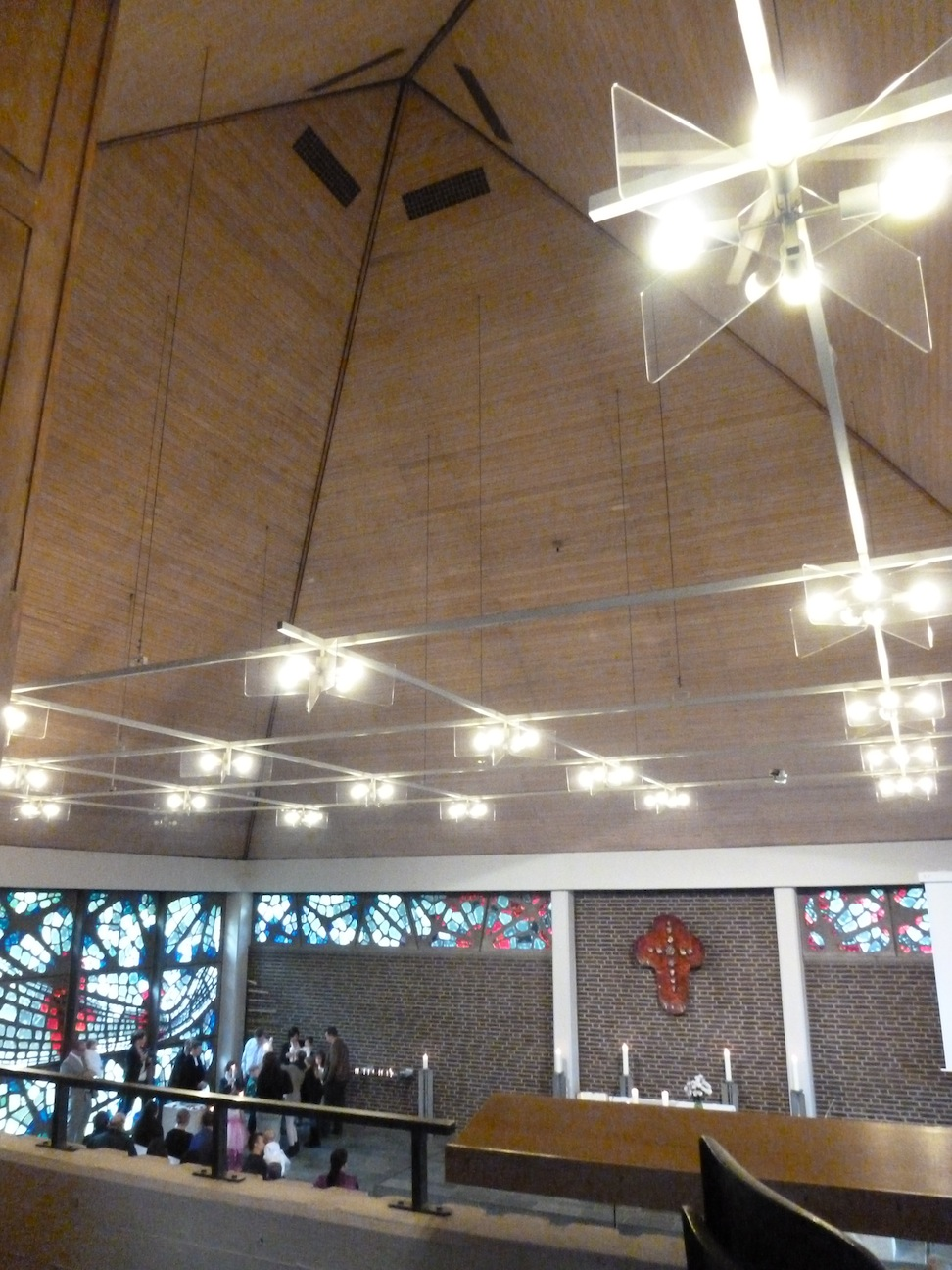
Innenraum mit Zeltdach

Die Christuskirche ist eine evangelische Kirche in Münster-Hiltrup.

## Geschichte und Kirchenraum
Die Kirche wurde 1970 fertiggestellt und eingeweiht.
Es handelt sich dabei um einen quadratischen Kirchenbau mit einem Zelt- beziehungsweise Pyramidendach. Diese Bauweise findet sich in etlichen evangelischen Kirchen – die Zeltform des Daches soll ein Zeichen dafür sein, dass der Mensch stets auf dem Weg zu Gott unterwegs ist. Geplant wurde die Kirche von Münsteraner Architekten.
Der Kirche vorgelagert befindet sich ein einzeln stehender Glockenturm. Er wurde erst 2006 gebaut. Beim Bau der Kirche wurde zunächst ein Glockenträger in Form einer circa vier Meter hohen Betonwand, errichtet, in der die Glocken frei sichtbar aufgehängt waren. Insbesondere aus statischen Gründen wurde der alte „Glockenturm“ 2006 ersetzt.
Seitlich an die Kirche grenzt das Gemeindezentrum.

## Ausstattung

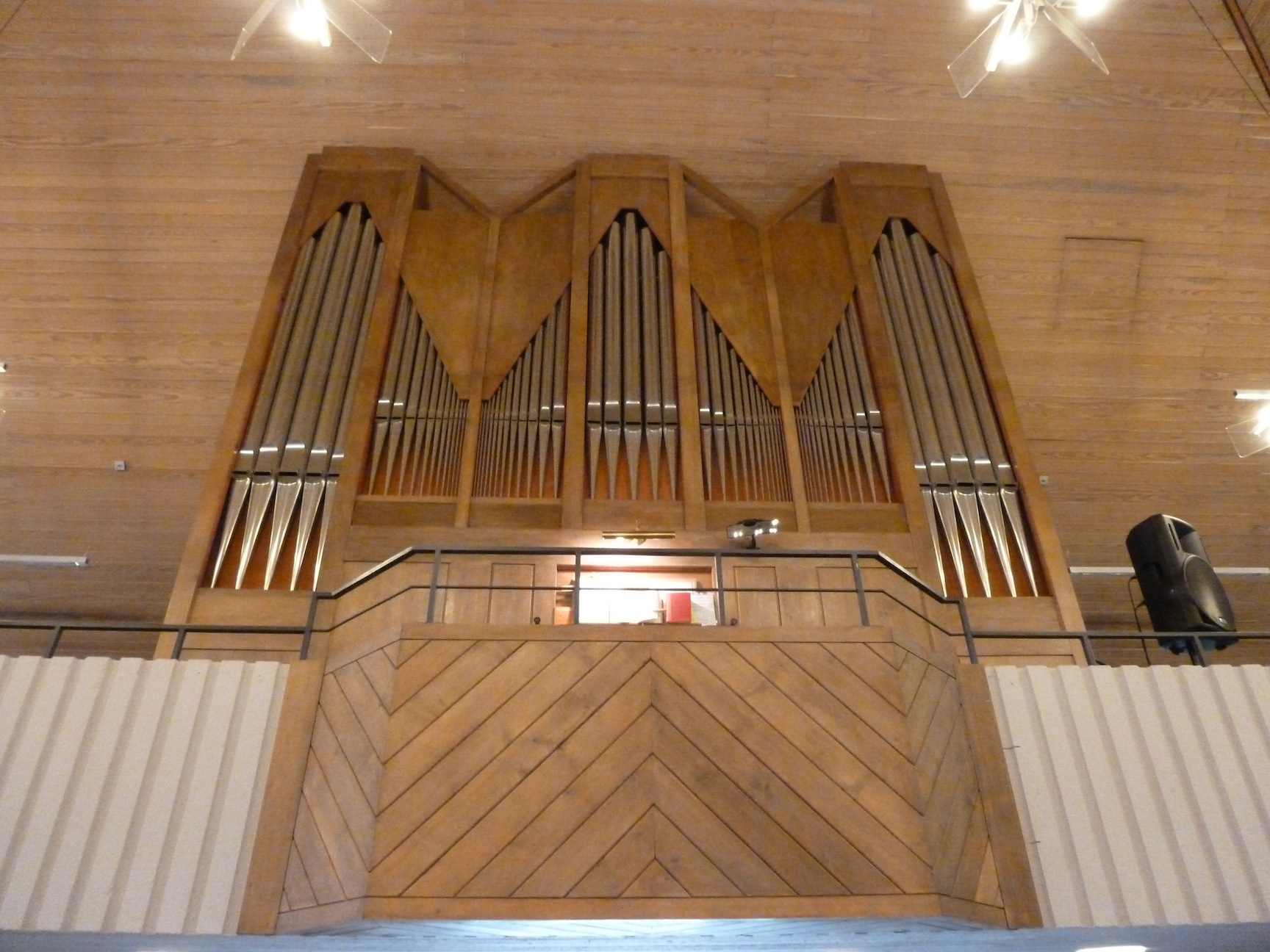
Blick auf die Woehl-Orgel

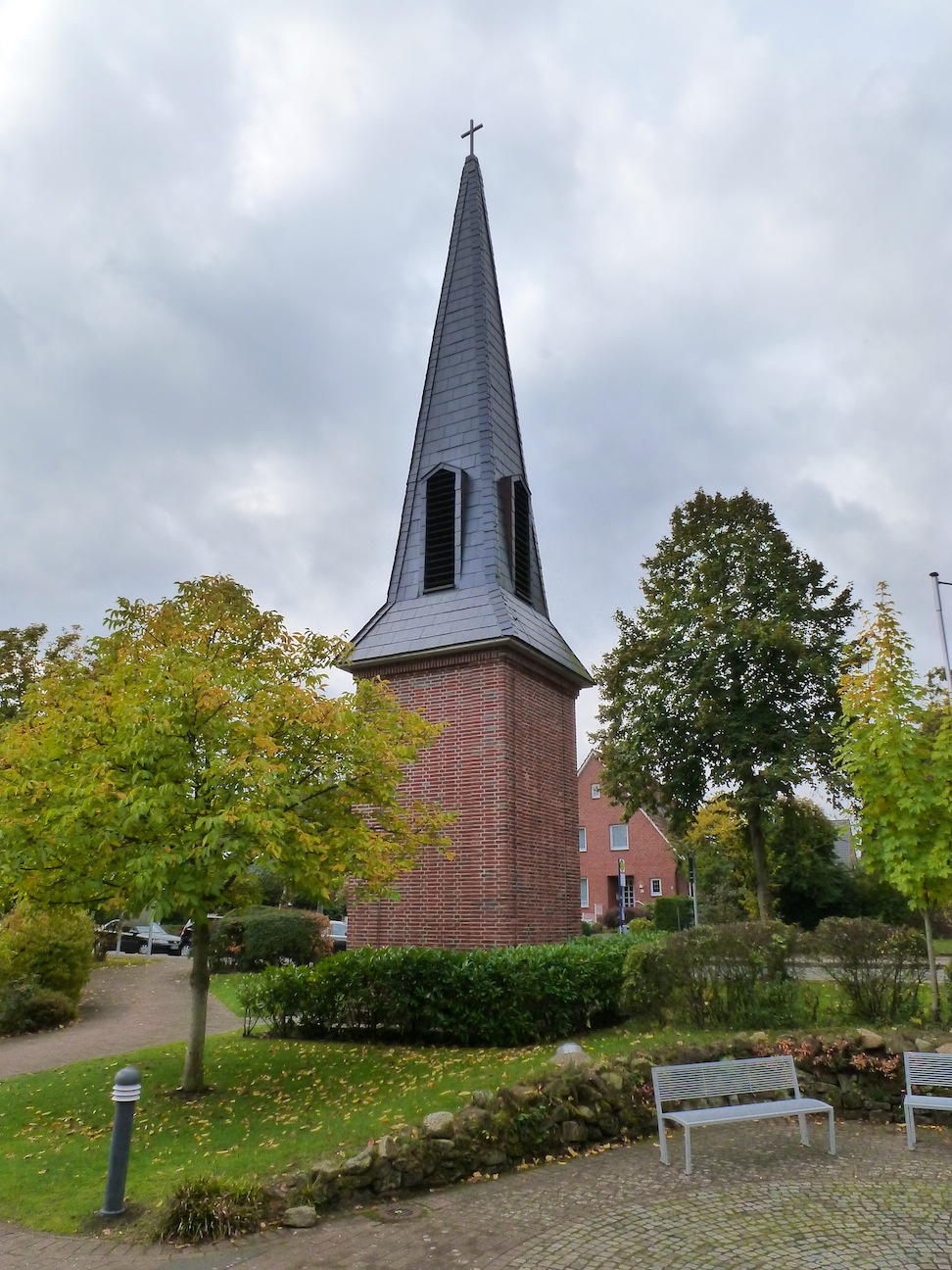
Neuer Glockenturm

Im Inneren ist die Kirche schlicht gehalten. Die Wände sind aus braunem Klinker, die Zelt-Decke aus hellbraunem Holz.
Vor der Südwand steht ein großer, steinerner Altartisch. Das Altarkreuz an der Südwand besteht aus einer rot emaillierten Schale mit zwölf großen, grob gebrochenen Bergkristallen.
Unterhalb der Dachkonstruktion führt um die ganze Kirche ein Lichtband, das aus dicken Glassteinen gestaltet ist. Unterbrochen wird das Lichtband durch ein großes, bis zum Boden reichendes Tauffenster, vor dem der schlichte Taufstein steht.

### Orgel
Die Orgel wurde 1986 von dem Orgelbauer Gerald Woehl erbaut. Das Instrument hat 18 Register auf zwei Manualen und Pedal. Die Trakturen sind mechanisch.
| I Hauptwerk C–g3 |           |        |
| 1.               | Prinzipal | 8′     |
| 2.               | Bourdon   | 8′     |
| 3.               | Oktave    | 4′     |
| 4.               | Quinte    | 2 ⁄3′  |
| 5.               | Oktave    | 2′     |
| 6.               | Terz      | 1 3⁄5′ |
| 7.               | Mixtur IV |        |
| 8.               | Trompete  | 8′     |

| II Nebenwerk C–g3 |            |       |
| 9.                | Flöte      | 8′    |
| 10.               | Rohrflöte  | 8′    |
| 11.               | Prinzipal  | 4′    |
| 12.               | Rohrflöte  | 4′    |
| 13.               | Quinte     | 1 ⁄3′ |
| 14.               | Waldflöte  | 2′    |
| 15.               | Vox Humana | 8′    |
|                   | Tremulant  |       |

| Pedal C–g1 |           |     |
| 16.        | Subbass   | 16′ |
| 17.        | Oktavbass | 8′  |
| 18.        | Posaune   | 16′ |

- Koppeln: II/I, I/P, II/P

### Turm, Glocken
Der freistehende Glockenturm wurde 2006 erbaut. In ihm hängen drei Glocken mit den Namen „Glaube“, „Liebe“ und „Hoffnung“. Ihre Inschriften lauten: „O Land, Land, Land, höre des Herrn Wort“, „Ein feste Burg ist unser Gott“ und „Christus ist unser Friede“.